# Coco Vandeweghe
Coco Vandeweghe (születési neve: Colleen Vandeweghe) (New York, 1991. december 6. –) amerikai hivatásos teniszezőnő, junior és felnőtt Grand Slam-tornagyőztes, olimpikon.
Profi karrierjét 2008-ban kezdte. Pályafutása során egyéniben kettő, párosban négy WTA-tornát nyert meg. Emellett egy egyéni és egy páros WTA125K- győzelmet szerzett, és egyesben kétszer, párosban hatszor diadalmaskodott a különböző ITF-versenyeken. A juniorok között 2008-ban Grand Slam-győztes volt, miután megnyerte a US Open junior lányok egyéni versenyét. A felnőttek között legjobb eredményét 2017-ben érte el, amikor az Australian Openen és a US Openen is az elődöntőbe jutott. Párosban az ausztrál Ashleigh Bartyval párban megnyerte a 2018-as US Opent. Az egyéni világranglistán az eddigi legjobb helyezése a 9. hely, amelyet 2018. január 15-én ért el. Párosban a legjobb helyezése a 14. hely volt 2018. október 29-én.

## Életrajza
Sportoló családból származik. Nagyapja és nagybátyja a New York Knicks profi kosarasa, anyja olimpiát is megjárt úszónő volt. Bátyjával 11 éves korában kezdett el teniszezni. 2008-ban, 16 éves korában első ITF-tornája volt a US Open junior lányok versenye, amit rögtön megnyert. Ezután lépett a profi teniszezők táborába. Erőssége a szervája, 2014-ben 306 ászt ütött, ami az egész WTA-mezőnyben a harmadik legtöbb volt abban az évben. Agresszív támadó játékos, kedvenc borítása a kemény és a füves pálya.

## Grand Slam-döntői

### Páros (1−0)
| Eredmény | Év   | Bajnokság | Borítás | Partner        | Ellenfelek                      | Eredmény            |
| -------- | ---- | --------- | ------- | -------------- | ------------------------------- | ------------------- |
| Győzelem | 2018 | US Open   | Kemény  | Ashleigh Barty | Babos Tímea Kristina Mladenovic | 3–6, 7–6(2), 7–6(6) |

### Vegyes páros (0−2)
| Eredmény | Év   | Bajnokság       | Borítás | Partner     | Ellenfelek                    | Eredmény         |
| -------- | ---- | --------------- | ------- | ----------- | ----------------------------- | ---------------- |
| Döntős   | 2016 | Australian Open | Kemény  | Horia Tecău | Jelena Vesznyina Bruno Soares | 4–6, 6–4, [5-10] |
| Döntős   | 2016 | US Open         | Kemény  | Rajeev Ram  | Laura Siegemund Mate Pavić    | 4–6, 4–6         |

## WTA-döntői

### Egyéni

#### Győzelmei (2)
| Összesítés           |                        |
| Grand Slam-torna (0) |                        |
| Tier I (0)           | Premier Mandatory* (0) |
| Tier II (0)          | Premier Five* (0)      |
| Tier III (0)         | Premier* (0)           |
| Tier IV (0)          | International* (2)     |
| Tier V (0)           | Challenger* (0)        |
| WTA Finals (0)       |                        |
| WTA Elite Trophy (0) |                        |

* 2009-től megváltozott a tornák rendszere.
 Az egymás mellett azonos színnel jelölt tornatípusok között nincs teljes mértékű megfelelés.
|    | Dátum            | Helyszín                                     | Borítás | Ellenfél a döntőben | Eredmény a döntőben |
| 1. | 2014. június 21. | Topshelf Open, 'S-Hertogenbosch, Netherlands | Fű      | Cseng Csie          | 6–2, 6–4            |
| 2. | 2016. június 12. | Ricoh Open, 'S-Hertogenbosch, Netherlands    | Fű      | Kristina Mladenovic | 7–5, 7–5            |

#### Elveszített döntői (4)
|    | Dátum              | Helyszín                                                      | Borítás    | Ellenfél a döntőben | Eredmény a döntőben |
| 1. | 2012. július 15.   | Bank of the West Classic, Stanford, Amerikai Egyesült Államok | Kemény     | Serena Williams     | 5–7, 3–6            |
| 2. | 2017. augusztus 6. | Bank of the West Classic, Stanford, Amerikai Egyesült Államok | Kemény     | Madison Keys        | 6-7(4), 4-6         |
| 3. | 2017. november 5.  | WTA Elite Trophy, Csuhaj                                      | Kemény (f) | Julia Görges        | 5–7, 1–6            |
| 4. | 2018. április 29.  | Porsche Tennis Grand Prix, Stuttgart, Németország             | Salak (f)  | Karolína Plíšková   | 6-7(2), 4-6         |

### Páros

#### Győzelmei (4)
| Összesítés           |                        |
| Grand Slam-torna (1) |                        |
| Tier I (0)           | Premier Mandatory* (1) |
| Tier II (0)          | Premier Five* (1)      |
| Tier III (0)         | Premier* (1)           |
| Tier IV (0)          | International* (0)     |
| Tier V (0)           | Challenger* (0)        |
| WTA Finals (0)       |                        |
| WTA Elite Trophy (0) |                        |

|    | Dátum               | Helyszín                                                      | Borítás | Partner               | Ellenfél a döntőben                   | Eredmény a döntőben |
| 1. | 2016. március 20.   | BNP Paribas Open, Indian Wells, Amerikai Egyesült Államok     | Kemény  | Bethanie Mattek-Sands | Julia Görges Karolína Plíšková        | 4–6, 6–4, [10–6]    |
| 2. | 2017. augusztus 6.  | Bank of the West Classic, Stanford, Amerikai Egyesült Államok | Kemény  | Abigail Spears        | Alizé Cornet Alicja Rosolska          | 6–2, 6–3            |
| 3. | 2018. április 1.    | Miami Open, Miami, Egyesült Államok                           | Kemény  | Ashleigh Barty        | Barbora Krejčíková Kateřina Siniaková | 6-2, 6–1            |
| 4. | 2018. szeptember 9. | 2018-as US Open – női páros, New York, USA                    | Kemény  | Coco Vandeweghe       | Babos Tímea Kristina Mladenovic       | 3–6, 7–6(2), 7–6(6) |

#### Elveszített döntői (3)
|    | Dátum                | Helyszín                                                        | Borítás | Partner           | Ellenfél a döntőben                   | Eredmény a döntőben |
| 1. | 2016. augusztus 21.  | Cincinnati Masters, Cincinnati, Amerikai Egyesült Államok       | Kemény  | Martina Hingis    | Szánija Mirza Barbora Strýcová        | 5–7, 4–6            |
| 2. | 2021. október 2.     | Chicago Fall Tennis Classic, Chicago, Amerikai Egyesült Államok | Kemény  | Caroline Dolehide | Květa Peschke Andrea Petković         | 3–6, 1–6            |
| 3. | 2023. szeptember 16. | San Diego Open, San Diego, Amerikai Egyesült Államok            | Kemény  | Danielle Collins  | Barbora Krejčíková Kateřina Siniaková | 1–6, 4–6            |

## WTA 125K döntői

### Egyéni

#### Győzelmei (1)
| No. | Dátum               | Helyszín                     | Borítás | Ellenfél a döntőben | Eredmény a döntőben |
| 1.  | 2022. augusztus 14. | Thoreau Tennis Open, Concord | Kemény  | Bernarda Pera       | 6–3, 5–7, 6–4       |

#### Elveszített döntői (1)
| No. | Dátum              | Helyszín                                    | Borítás | Ellenfél a döntőben | Eredmény a döntőben |
| 1.  | 2019. november 17. | Oracle Challenger Series – Houston, Houston | Kemény  | Kirsten Flipkens    | 6–7(4), 4–6         |

### Páros

#### Győzelmei (1)
| No. | Dátum               | Helyszín                     | Borítás | Partner       | Ellenfél a döntőben                | Eredmény a döntőben |
| 1.  | 2022. augusztus 14. | Thoreau Tennis Open, Concord | Kemény  | Varvara Flink | Peangtarn Plipuech Moyuka Uchijima | 6–3, 7–6(3)         |

## ITF-döntői
| Díjazás               |
| --------------------- |
| $100,000 torna        |
| $75,000-$80,000 torna |
| $50,000-$60,000 torna |
| $25,000 torna         |
| $15,000 torna         |
| $10,000 torna         |

### Egyéni: 6 (2–4)
| Eredmény | Gy–V | Dátum                | Torna                              | Borítás | Ellenfél          | Eredmény         |
| -------- | ---- | -------------------- | ---------------------------------- | ------- | ----------------- | ---------------- |
| Győztes  | 1–0  | 2010. május 30.      | ITF Carson, Egyesült Államok       | Kemény  | Kristie Ahn       | 6–1, 6–3         |
| Győztes  | 2–0  | 2010. június 13.     | ITF El Paso, Egyesült Államok      | Kemény  | Ryoko Fuda        | 6–2, 6–1         |
| Döntős   | 2–1  | 2012. június 10.     | ITF Nottingham, Egyesült Királyság | Fű      | Urszula Radwańska | 1–6, 6–4, 1–6    |
| Döntős   | 2–2  | 2013. szeptember 29. | ITF Las Vegas, Egyesült Államok    | Kemény  | Melanie Oudin     | 7–5, 3–6, 3–6    |
| Döntős   | 2–3  | 2013. október 27.    | ITF Saguenay, Kanada               | Kemény  | Unsz Dzsábir      | 7–6(0), 3–6, 3–6 |
| Döntős   | 2–4  | 2019. szeptember 29. | ITF Templeton, Egyesült Államok    | Kemény  | Shelby Rogers     | 6–4, 2–6, 3–6    |

### Páros: 6 (6–0)
| Eredmény | Gy–V | Dátum                | Torna                                 | Borítás | Partner            | Ellenfelek                       | Eredmény          |
| -------- | ---- | -------------------- | ------------------------------------- | ------- | ------------------ | -------------------------------- | ----------------- |
| Győztes  | 1–0  | 2010. november 14.   | ITF Phoenix, Egyesült Államok         | Kemény  | Tetyana Luzsanszka | Julia Boserup Sloane Stephens    | 7–5, 6–4          |
| Győztes  | 2–0  | 2013. április 28.    | ITF Charlottesville, Egyesült Államok | Salak   | Nicola Slater      | Nicole Gibbs Shelby Rogers       | 6–3, 7–6(4)       |
| Győztes  | 3–0  | 2013. szeptember 22. | ITF Albuquerque, Egyesült Államok     | Kemény  | Eléni Danjilídu    | Melanie Oudin Taylor Townsend    | 6–4, 7–6(2)       |
| Győztes  | 4–0  | 2013. szeptember 29. | ITF Las Vegas, Egyesült Államok       | Kemény  | Tamira Paszek      | Denise Muresan Caitlin Whoriskey | 6–4, 6–2          |
| Győztes  | 5–0  | 2013. november 3.    | ITF New Braunfels, Egyesült Államok   | Kemény  | Ana Tatisvili      | Asia Muhammad Taylor Townsend    | 3–6, 6–3, [13–11] |
| Győztes  | 6–0  | 2015. június 4.      | ITF Eastbourne, Egyesült Királyság    | Fű      | Shelby Rogers      | Jocelyn Rae Anna Smith           | 7–5, 7–6(1)       |

## Eredményei Grand Slam-tornákon

### Egyéni
| Grand Slam | Australian Open | Australian Open    | Roland Garros  | Roland Garros        | Wimbledon      | Wimbledon          | US Open        | US Open               |
| Év         | Eredmény        | Utolsó ellenfél    | Eredmény       | Utolsó ellenfél      | Eredmény       | Utolsó ellenfél    | Eredmény       | Utolsó ellenfél       |
| 2008       | –               | –                  | –              | –                    | –              | –                  | 1. kör         | Jelena Janković       |
| 2009       | –               | –                  | –              | –                    | –              | –                  | Selejtező      | Selejtező             |
| 2010       | 1. kör          | Sandra Záhlavová   | –              | –                    | –              | –                  | 1. kör         | Sabine Lisicki        |
| 2011       | 1. kör          | Alizé Cornet       | 1. kör         | Marija Kirilenko     | 1. kör         | Eléni Danjilídu    | 2. kör         | Samantha Stosur       |
| 2012       | Selejtező       | Selejtező          | Selejtező      | Selejtező            | 1. kör         | Sara Errani        | 1. kör         | Serena Williams       |
| 2013       | 1. kör          | Sorana Cîrstea     | 1. kör         | Jaroszlava Svedova   | 1. kör         | Petra Kvitová      | 2. kör         | C Suárez Navarro      |
| 2014       | Selejtező       | Selejtező          | 2. kör         | Jekatyerina Makarova | 2. kör         | Tereza Smitková    | 2. kör         | C Suárez Navarro      |
| 2015       | 3. kör          | Madison Brengle    | 1. kör         | Julia Görges         | Negyeddöntő    | Marija Sarapova    | 2. kör         | Bethanie Mattek-Sands |
| 2016       | 1. kör          | Madison Brengle    | 2. kör         | Irina-Camelia Begu   | 4. kör         | A Pavljucsenkova   | 1. kör         | Ószaka Naomi          |
| 2017       | Elődöntő        | Venus Williams     | 1. kör         | M Rybáriková         | Negyeddöntő    | M Rybáriková       | Elődöntő       | Madison Keys          |
| 2018       | 1. kör          | Babos Tímea        | 2. kör         | Leszja Curenko       | 1. kör         | Kateřina Siniaková | 1. kör         | Kirsten Flipkens      |
| 2019       | –               | –                  | –              | –                    | –              | –                  | 1. kör         | Sofia Kenin           |
| 2020       | 1. kör          | Laura Siegemund    | –              | –                    | elmaradt       | elmaradt           | –              | –                     |
| 2021       | –               | –                  | Selejtező (Q2) | Selejtező (Q2)       | 2. kör         | Kateřina Siniaková | 1. kör         | Martina Trevisan      |
| 2022       | Selejtező (Q1)  | Selejtező (Q1)     | Selejtező (Q1) | Selejtező (Q1)       | 1. kör         | Jelena Ribakina    | 1. kör         | Maryna Zanevska       |
| 2023       | 1. kör          | Anhelina Kalinyina | Selejtező (Q1) | Selejtező (Q1)       | Selejtező (Q3) | Selejtező (Q3)     | Selejtező (Q1) | Selejtező (Q1)        |

### Páros
| Grand Slam | Australian Open           | Australian Open                     | Roland Garros           | Roland Garros                  | Wimbledon              | Wimbledon                          | US Open                 | US Open                             |
| Év         | Eredmény Partner          | Utolsó ellenfél                     | Eredmény Partner        | Utolsó ellenfél                | Eredmény Partner       | Utolsó ellenfél                    | Eredmény Partner        | Utolsó ellenfél                     |
| 2008       | –                         | –                                   | –                       | –                              | –                      | –                                  | 1. kör Jamie Hampton    | ME Camerin Gisela Dulko             |
| 2009       | –                         | –                                   | –                       | –                              | –                      | –                                  | –                       | –                                   |
| 2010       | –                         | –                                   | –                       | –                              | –                      | –                                  | 2. kör Alexa Glatch     | Monica Niculescu Sahar Peér         |
| 2011       | –                         | –                                   | 1. kör Hszie Su-vej     | Gisela Dulko Flavia Pennetta   | –                      | –                                  | –                       | –                                   |
| 2012       | –                         | –                                   | –                       | –                              | –                      | –                                  | –                       | –                                   |
| 2013       | –                         | –                                   | –                       | –                              | –                      | –                                  | 2. kör Jill Craybas     | A Pavljucsenkova Lucie Šafářová     |
| 2014       | –                         | –                                   | –                       | –                              | –                      | –                                  | 2. kör Alison Riske     | Andrea Hlaváčková Cseng Csie        |
| 2015       | 1. kör Yanina Wickmayer   | Dominika Cibulková Kirsten Flipkens | 1. kör Petra Martić     | A-L Grönefeld A. Panova        | 3. kör A-L Grönefeld   | Hszie Su-vej Flavia Pennetta       | Elődöntő A-L Grönefeld  | Casey Dellacqua J. Svedova          |
| 2016       | Negyeddöntő A-L Grönefeld | Martina Hingis Szánija Mirza        | 2. kör Christina McHale | Julia Görges Karolína Plíšková | –                      | –                                  | Elődöntő Martina Hingis | Caroline Garcia Kristina Mladenovic |
| 2017       | 2. kör Martina Hingis     | Ashleigh Barty Casey Dellacqua      | 1. kör Jelena Janković  | Hibino Nao Alicja Rosolska     | 1. kör Jelena Janković | Ashleigh Barty Casey Dellacqua     | 1. kör Shelby Rogers    | Andreja Klepač MJ Martínez Sánchez  |
| 2018       | 1. kör Laura Robson       | Csan Hao-csing Katarina Srebotnik   | 1. kör Ashleigh Barty   | Darija Jurak Donna Vekić       | –                      | –                                  | Győzelem Ashleigh Barty | Babos Tímea Kristina Mladenovic     |
| 2019       | –                         | –                                   | –                       | –                              | –                      | –                                  | 1. kör B Mattek-Sands   | Magda Linette Iga Świątek           |
| 2020       | –                         | –                                   | –                       | –                              | elmaradt               | elmaradt                           | –                       | –                                   |
| 2021       | –                         | –                                   | 1. kör Alicja Rosolska  | Andreea Mitu Julija Putyinceva | 1. kör Samantha Stosur | Anna Kalinszkaja Julija Putyinceva | 1. kör Szánija Mirza    | Nagyija Kicsenok Raluca Olaru       |
| 2022       | –                         | –                                   | –                       | –                              | 3. kör Alison Riske    | Aojama Súko Csan Hao-csing         | 1. kör Robin Montgomery | Aojama Súko Csan Hao-csing          |
| 2023       | –                         | –                                   | –                       | –                              | –                      | –                                  | 1. kör Sofia Kenin      | Cristina Bucșa Alekszandra Panova   |

## Év végi világranglista-helyezései
| 'Év    | 2007 | 2008 | 2009 | 2010 | 2011 | 2012 | 2013 | 2014 | 2015 | 2016 | 2017 | 2018 | 2019 | 2020 | 2021 | 2022 |
| Egyéni | 746. | 405. | 354. | 114. | 127. | 95.  | 110. | 40.  | 37.  | 37.  | 10.  | 104. | 332. | 213. | 173. | 126. |
| Páros  | −    | 960. | 306. | 308. | 244. | 493. | 110. | 195. | 55.  | 18.  | 63.  | 14.  | 201. | 217. | 155. | 356. |